# 伊頓斯內克 (紐約州)
伊頓斯內克（英語：Eatons Neck）是位於美國紐約州薩福克縣的普查規定居民點。

## 人口
根據2020年美國人口普查的數據，伊頓斯內克的面積為9.94平方千米，當中陸地面積為2.60平方千米，而水域面積為7.34平方千米。當地共有人口1334人，而人口密度為每平方千米134.21人。